# 유토피아 (출판사)
유토피아(간체자: 乌有之乡 , 영어: Utopia)는 개혁·개방에 부정적인 입장을 취하는 중국의 의 잡지사이다. 문화대혁명을 일으킨 을 긍정하는 입장이며, 잡지나 인터넷을 통해서 언론 투쟁을 실시하고 있다.
중국은 개혁의 결과 현저한 경제가 발전했지만, 그 한편, 경제 격차의 급격한 확대를 불렀다. 중국 당국은 이와 같은 사회불안을 배경으로 신좌파의 세력에 지지가 모일 가능성을 염려하고 있어, 홍콩 미디어의 보도에 의하면, 2009년 2월 28일, 북경시의 경찰은 유토피아의 거점였던 서점을 수색해, 관계자 4~5명을 연행했다고 하고 있다.
유토피아의 웹 사이트는 2005년에 한 번 폐쇄에 몰렸지만, 그 후, 재공개되고 있다.

## 같이 보기
- 중국 신좌파